# Gutturnio
Il Gutturnio è un vino DOC la cui produzione è consentita in alcuni comuni della provincia di Piacenza. Può essere frizzante, Superiore, Classico Superiore, Riserva, Classico Riserva.

## Zona di produzione
La zona di produzione del Gutturnio frizzante è suddivisa in più comprensori all'interno dei territori collinari dei comuni di Ziano Piacentino, Pianello Val Tidone, Borgonovo Val Tidone, Castel San Giovanni, Nibbiano, Agazzano, Piozzano, Gazzola, Vigolzone, Rivergaro, Ponte dell'Olio, Castell'Arquato, Carpaneto Piacentino, San Giorgio Piacentino, Gropparello, Alseno, Lugagnano Val d'Arda e Vernasca, mentre la zona di produzione del Gutturnio Classico Superiore e del Gutturnio Classico Riserva è più ristretta, ed è quella definita dal disciplinare del decreto del 9 Luglio 1967.

## I Vitigni con cui è consentito produrlo
- Barbera 55-70%
- Croatina (localmente detta anche Bonarda) 30-45%

## Disciplinare
Il disciplinare è stato approvato con DM 21.07.2010 (G.U. 181 del 05 agosto 2010)
- Modificato con DM 07.02.2011 (G.U. 47 del 26 febbraio 2011)
- Modificato con DM 30.11.2011 (G.U. 295 del 20 dicembre 2011) (Sito ufficiale Mipaaf - Qualità - Vini Dop e IGP)
- Modificato con DM 07.03.2014 (Sito ufficiale Mipaaf - Qualità - Vini DOP e IGP)
- Modificato con DM 26.10.2017 (G.U. 260 del 07 novembre 2017) (Sito ufficiale Mipaaf - Qualità - Vini DOP e IGP) (G.U.U.E n. C 225 del 05.07.2019)
- Provvedimento ministeriale 12.07.2019 (Sito ufficiale Mipaaf - Qualità - Vini Dop e IGP) (G.U. 178 del 31 Luglio 2019 - Comunicati)

## Storia

### L'origine della tradizione vitivinicola piacentina
Durante scavi archeologici svolti nel 1862 a Castione Marchesi e ad Alseno nella terramara Montata dell'Orto furono ritrovati viti fossili e vinaccioli attribuiti al periodo fra il XX e il VII sec. a.C. Con l’età del ferro gli abitanti delle terramare vicine al Po emigrarono verso le colline, fondando Velleia e impiantando le prime viti.
Tra il V e il IV secolo a.C. i Celti scesero in pianura padana portando le loro conoscenze vitivinicole, tra cui i sistemi di potatura  e la botte di legno. 
L'etrusco Saserna, ricco agricoltore del II sec. a.C., raccontava che alla sua tavola si beveva il Kilkevetra, un vino dell’Appennino piacentino; numerosi sono i reperti di epoca etrusco-romana, tra cui cocci di vasi vinari affiorati in Val Trebbia e in Val Nure, una patera trovata sulle colline di Bicchignano.

Nell'orazione In Pisonem Cicerone accusò il suo avversario di bere calici troppo grandi di vino di Piacenza; Licino Sestulo dichiarò che il vino schietto di Piacenza aiutava a rasserenare lo spirito.
Andrea Bacci in De Naturali Vinarum Historia definì i vini piacentini come «vina valida, synceriora ac multae laudis»; nel XVIII secolo Felice Gazzola li fece assaggiare a Carlo III di Spagna, che li lodò, e cardinale Giulio Alberoni ne inviava regolarmente fiaschi a Filippo V di Spagna.
In tempi più recenti un "vino rosso piacentino di pregio" ottenne un premio speciale all'Esposizione internazionale di Torino del 1911; nel 1914 la prima stesura di un elenco di vini pregiati del Ministero dell’Agricoltura segnalava l'antenato del Gutturnio e altrettanto avvenne con Decreto Ministeriale del 1941. Infine, nel 1987 l'Office International de la Vigne et du Vin ha insignito Piacenza del titolo di “Città Internazionale della Vite e del Vino”.

### La storia del nome
Il 23 maggio del 1878 Giovanni Premoli, mentre pescava sulla sponda piacentina del Po in località Croce Santo Spirito di Castelvetro, ritrovò impigliata nella rete una piccola brocca d'argento. Premolli vendette il manufatto a un orafo cremonese che a sua volta lo cedette alla famiglia Rizzi. Nello stesso anno l'ispettore ai monumenti di Cremona Francesco Robolotti inviò al ministero della Pubblica Istruzione una relazione del sacerdote Francesco Pizzi, che aveva identificato la brocchetta come un aryballos in argento del peso di circa mezzo chilo, alto 9,3 cm e della capacità di 550 cc. Un'altra comunicazione proveniente dal direttore generale dei musei e degli scavi d'antichità Giuseppe Fiorelli e destinata alla Reale Accademia dei Lincei indicò erroneamente in Cremona il luogo del ritrovamento. Pochi mesi dopo, sollecitato dalla stampa piacentina, il locale ispettore per la conservazione degli oggetti di Antichità di Piacenza Antonio Bonora si recò a Cremona per visionare l'oggetto presso i proprietari. Costoro in seguito, dopo aver donato alcune foto al museo di Cremona, vendettero la brocchetta (probabilmente all'estero). Nel 1881 il soprintendente tornò a occuparsi del ritrovamento, inspiegabilmente descrivendo una coppa capiente circa 2 litri, identificandola come Gutturnium e precisando di averla fatta pervenire al Museo Nazionale di Roma.  Del reperto si persero le tracce e quindi tale descrizione divenne un punto di riferimento, tanto che nel 1938 il nome Gutturnio venne proposto dall'enologo Mario Prati per identificare il tradizionale vino rosso piacentino.
Nel 1972 lo studioso Serafino Maggi pubblica uno scritto sul Bollettino Storico Piacentino in cui ristabilisce l'esatta descrizione del reperto ripartendo dalle foto ritrovate negli archivi del museo di Cremona e dalla relazione di Pizzi. Nel 2016 l'archeologa Annamaria Carini pubblica uno studio sul Bollettino Storico Piacentino in cui si chiarisce che la brocchetta non può essere un aryballos né un gutturnium, ma un urceolus risalente al I secolo, molto simile ad altri esemplari rinvenuti a Pompei.

## Disciplinare
Il primo disciplinare di produzione risale al 1967 (settimo vino italiano ad ottenere la DOC) e primo fra i vini piacentini.
Obbligatorio apporre sull'etichetta l'indicazione dell'annata di produzione delle uve.

## Tipologie

### Frizzante
|                                |                                           |
| colore                         | rosso rubino brillante di varia intensità |
| odore                          | vinoso, caratteristico                    |
| sapore                         | fresco, giovane                           |
| titolo alcolometrico minimo    | 12,0 % vol.                               |
| acidità totale minima          | 5,0 g/l.                                  |
| estratto secco minimo          | 22,0 g/l                                  |
| resa massima di uva per ettaro | 120 q.                                    |
| resa massima di uva in vino    | 70 %                                      |
| residuo zuccherino massimo     | 17 gr/lt.                                 |

### Superiore
|                                |                                   |
| colore                         | rosso rubino intenso              |
| odore                          | caratteristico                    |
| sapore                         | secco, tranquillo, fine, di corpo |
| titolo alcolometrico minimo    | 12.50 % vol.                      |
| acidità totale minima          | 5,0 g/l.                          |
| estratto secco minimo          | 24,0 g/l                          |
| resa massima di uva per ettaro | 100 q.                            |
| resa massima di uva in vino    | 70 %                              |

### Riserva
|                                |                                           |
| colore                         | rosso rubino intenso su fondo granata     |
| odore                          | gradevole                                 |
| sapore                         | secco, tranquillo, armonico, di corpo     |
| titolo alcolometrico minimo    | 13,0 % vol.                               |
| acidità totale minima          | 5,0 g/l.                                  |
| estratto secco minimo          | 24,0 g/l                                  |
| resa massima di uva per ettaro | 100 q.                                    |
| resa massima di uva in vino    | 70 %                                      |
| invecchiamento minimo          | 24 mesi, di cui 6 in recipienti di legno. |

## Abbinamenti consigliati
La versione frizzante è indicata per taglieri di salumi con Salame piacentino, Coppa piacentina e Pancetta piacentina; formaggi, pistä 'd grass (lardo battuto a coltello con aglio e prezzemolo), primi piatti della cucina piacentina come i classici Pisarei e faśö.
Le versioni Superiore e Riserva sono indicate per arrosti e bolliti, brasati e carni alla griglia.